# Campeonato Mundial de Campo a Través

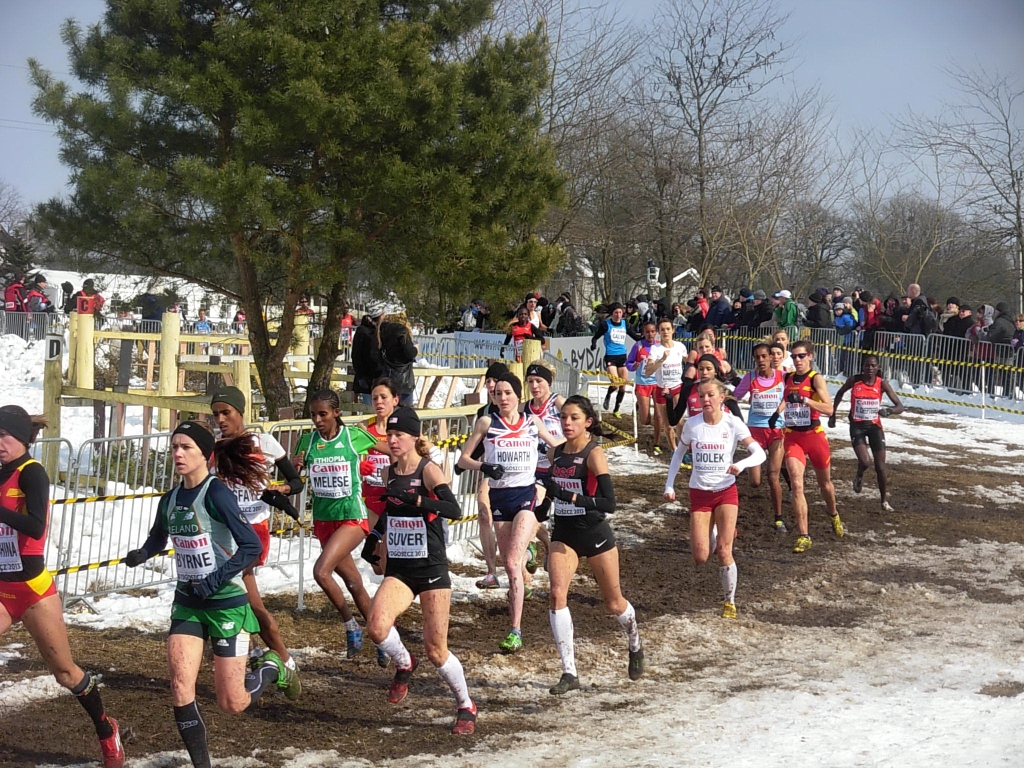
Campeonato Mundial de Campo a Través de 2013 en Bydgoszcz, Polonia

El Campeonato Mundial de Campo a Través (en inglés, World Cross Country Championship) es la competición más importante de la carrera atlética conocida como campo a través (cross country en inglés). Es organizada desde 1973 por la Asociación Internacional de Federaciones de Atletismo (IAAF), realizado en los años impares en la década de los 2010 y sin organizar por las consecuencias de la pandemia de coronavirus entre 2020 y 2022, generalmente en un solo día a finales de marzo. Este campeonato substituyó al anterior Cross de las Naciones, considerado un campeonato oficioso y que se venía celebrando desde el año 1903.
Consiste en una sola carrera a través de un campo accidentado (con pendientes, áreas boscosas, lechos acuíferos y zonas fangosas). Hombres y mujeres parten por separado y el vencedor de cada carrera se adjudica el título de campeón del mundo. Adicionalmente se otorga el campeonato por países, que gana el país cuyos seis primeros representantes (cuatro en el caso femenino) lleguen en mejor posición a la línea de meta. Entre 1998 y 2006 se efectuó también una carrera corta.
La longitud a recorrer es de aproximadamente 12 km para los hombres y de 8 km para las mujeres. La carrera corta era de 4 km.
Es un campeonato de gran prestigio en el mundo atlético puesto que compiten corredores de diferentes pruebas que pueden ir desde los 800 m hasta la maratón, coincidiendo en la misma una gran variedad de campeones del mundo y olímpicos, que utilizan el cross como preparación invernal.

## Ediciones
| Núm.    | Año  | Sede                         | Fecha          | Países | Atletas |
| ------- | ---- | ---------------------------- | -------------- | ------ | ------- |
| I       | 1973 | Waregem · ( Bélgica)         | 17 de marzo    | 21     | 223     |
| II      | 1974 | Monza · ( Italia)            | 16 de marzo    | 23     | 191     |
| III     | 1975 | Rabat ( Marruecos)           | 16 de marzo    | 26     | 244     |
| IV      | 1976 | Chepstow ( Reino Unido)      | 28 de febrero  | 21     | 222     |
| V       | 1977 | Düsseldorf ( RFA)            | 20 de marzo    | 22     | 263     |
| VI      | 1978 | Glasgow ( Reino Unido)       | 25 de marzo    | 24     | 261     |
| VII     | 1979 | Limerick ( Irlanda)          | 25 de marzo    | 27     | 285     |
| VIII    | 1980 | París ( Francia)             | 9 de marzo     | 28     | 275     |
| IX      | 1981 | Madrid · ( España)           | 28 de marzo    | 39     | 346     |
| X       | 1982 | Roma · ( Italia)             | 21 de marzo    | 33     | 276     |
| XI      | 1983 | Gateshead ( Reino Unido)     | 20 de marzo    | 32     | 322     |
| XII     | 1984 | Nueva York ( Estados Unidos) | 25 de marzo    | 40     | 346     |
| XIII    | 1985 | Lisboa ( Portugal)           | 24 de marzo    | 45     | 425     |
| XIV     | 1986 | Neuchâtel · ( Suiza)         | 23 de marzo    | 60     | 489     |
| XV      | 1987 | Varsovia · ( Polonia)        | 22 de marzo    | 45     | 424     |
| XVI     | 1988 | Auckland ( Nueva Zelanda)    | 26 de marzo    | 40     | 338     |
| XVII    | 1989 | Stavanger · ( Noruega)       | 19 de marzo    | 41     | 314     |
| XVIII   | 1990 | Aix–les–Bains ( Francia)     | 25 de marzo    | 60     | 364     |
| XIX     | 1991 | Amberes · ( Bélgica)         | 24 de marzo    | 51     | 361     |
| XX      | 1992 | Boston ( Estados Unidos)     | 21 de marzo    | 53     | 360     |
| XXI     | 1993 | Amorebieta · ( España)       | 28 de marzo    | 54     | 387     |
| XXII    | 1994 | Budapest · ( Hungría)        | 26 de marzo    | 60     | 429     |
| XXIII   | 1995 | Durham ( Reino Unido)        | 25 de marzo    | 58     | 360     |
| XXIV    | 1996 | Ciudad del Cabo ( Sudáfrica) | 23 de marzo    | 65     | 414     |
| XXV     | 1997 | Turín · ( Italia)            | 23 de marzo    | 72     | 430     |
| XXVI    | 1998 | Marrakech ( Marruecos)       | 21–22 de marzo | 66     | 452     |
| XXVII   | 1999 | Belfast ( Reino Unido)       | 27–28 de marzo | 66     | 488     |
| XXVIII  | 2000 | Vilamoura ( Portugal)        | 18–19 de marzo | 76     | 520     |
| XXIX    | 2001 | Ostende · ( Bélgica)         | 24–25 de marzo | 67     | 516     |
| XXX     | 2002 | Dublín ( Irlanda)            | 23–24 de marzo | 59     | 436     |
| XXXI    | 2003 | Lausana · ( Suiza)           | 29–30 de marzo | 65     | 384     |
| XXXII   | 2004 | Bruselas · ( Bélgica)        | 20–21 de marzo | 72     | 438     |
| XXXIII  | 2005 | Saint–Galmier ( Francia)     | 19–20 de marzo | 72     | 447     |
| XXXIV   | 2006 | Fukuoka ( Japón)             | 1–2 de abril   | 59     | 398     |
| XXXV    | 2007 | Mombasa ( Kenia)             | 24 de marzo    | 63     | 257     |
| XXXVI   | 2008 | Edimburgo ( Reino Unido)     | 30 de marzo    | 57     | 274     |
| XXXVII  | 2009 | Amán ( Jordania)             | 28 de marzo    | 59     | 241     |
| XXXVIII | 2010 | Bydgoszcz · ( Polonia)       | 28 de marzo    | 51     | 221     |
| XXXIX   | 2011 | Punta Umbría · ( España)     | 20 de marzo    | 51     | 222     |
| XL      | 2013 | Bydgoszcz · ( Polonia)       | 24 de marzo    | 41     | 199     |
| XLI     | 2015 | Guiyang ( China)             | 28 de marzo    | 51     | 192     |
| XLII    | 2017 | Kampala ( Uganda)            | 26 de marzo    |        |         |
| XLIII   | 2019 | Aarhus ( Dinamarca)          | 30 de marzo    |        |         |
| XLIV    | 2023 | Bathurst ( Australia)        | 18 de febrero  |        |         |
| XLV     | 2024 | Belgrado ( Serbia)           | 30 de marzo    |        |         |

## Medallero histórico
- Actualizado a Belgrado 2024.

| Núm. | País           | Oro | Plata | Bronce | Total |
| ---- | -------------- | --- | ----- | ------ | ----- |
| 1    | Kenia          | 82  | 56    | 41     | 179   |
| 2    | Etiopía        | 58  | 61    | 39     | 158   |
| 3    | Estados Unidos | 13  | 17    | 17     | 47    |
| 4    | Reino Unido    | 10  | 18    | 13     | 41    |
| 5    | URSS           | 8   | 11    | 11     | 30    |
| 6    | Bélgica        | 7   | 1     | 5      | 13    |
| 7    | Portugal       | 6   | 3     | 12     | 21    |
| 8    | Noruega        | 6   | 0     | 4      | 10    |
| 9    | Francia        | 4   | 5     | 11     | 20    |
| 10   | Irlanda        | 4   | 5     | 2      | 11    |
| 11   | Uganda         | 4   | 3     | 10     | 17    |
| 12   | Marruecos      | 3   | 12    | 11     | 26    |
| 13   | Rumania        | 3   | 2     | 4      | 9     |
| 14   | España         | 2   | 3     | 5      | 10    |
| 15   | Italia         | 2   | 3     | 2      | 7     |
| 16   | Eritrea        | 1   | 4     | 5      | 10    |
| 17   | Nueva Zelanda  | 1   | 2     | 6      | 9     |
| 18   | Finlandia      | 1   | 1     | 2      | 4     |
| 19   | Países Bajos   | 1   | 1     | 0      | 2     |
| 20   | Polonia        | 0   | 2     | 1      | 3     |
| 21   | Catar          | 0   | 1     | 4      | 5     |
| 22   | Canadá         | 0   | 1     | 3      | 4     |
| 23   | Alemania       | 0   | 1     | 1      | 2     |
| 23   | Japón          | 0   | 1     | 1      | 2     |
| 25   | Tanzania       | 0   | 1     | 0      | 1     |
| 25   | Ucrania        | 0   | 1     | 0      | 1     |
| 27   | Australia      | 0   | 0     | 3      | 3     |
| 27   | Baréin         | 0   | 0     | 3      | 3     |
|      | TOTAL          | 216 | 216   | 216    | 648   |